# Pat Morita
Pour les articles homonymes, voir Morita.
 (avril 2019).
Si vous disposez d'ouvrages ou d'articles de référence ou si vous connaissez des sites web de qualité traitant du thème abordé ici, merci de compléter l'article en donnant les références utiles à sa vérifiabilité et en les liant à la section « Notes et références ».
Noriyuki Morita, dit Pat Morita, né le 28 juin 1932 à Isleton, en Californie, et mort le 24 novembre 2005 à Las Vegas, dans le Nevada, est un acteur américain.
Il est nommé aux Oscar en 1984 pour son rôle de professeur de karaté (M. Miyagi) dans la franchise Karaté Kid (The Karate Kid). Il a également tenu le rôle d'Arnold dans la série télévisée Happy Days. Il fait également des apparitions dans L'Incroyable Hulk, La croisière s'amuse, Magnum et dans Alerte à Malibu ainsi que L'Homme de l'Atlantide avec Patrick Duffy.
Pat Morita ne pratiquait pas les arts martiaux. Il travaillait en tant que technicien dans l'aéronautique avant de se lancer dans la comédie puis le cinéma.

## Biographie

### Enfance et jeunesse
Pat Morita est né à Isleton en Californie du Nord. Il développe une tuberculose spinale à l'âge de deux ans et passe la plus grande partie des neuf années suivantes dans des hôpitaux. On lui prédit alors qu'il ne marcherait jamais. Il est enserré dans un corset. Après une intervention chirurgicale, il réapprend à marcher à l'âge de 11 ans.
À sa sortie d'hôpital, un agent du FBI escorte Morita et sa famille à un camp d'internement (Gila River en Arizona) pour les Nippo-Américains, où ils vivent plusieurs années. Pendant la Seconde Guerre mondiale, les Américains d'origine japonaise étaient en effet suspects aux yeux de l'administration US. Il y rencontre un prêtre catholique qui lui inspirera plus tard son nom de scène « Pat ».
Peu de temps après la fin de la guerre, la famille Morita exploite le « Chop suey Ariake », un restaurant à Sacramento en Californie. Morita y distrait alors les clients par des plaisanteries et sert de Maitre de Cérémonies lors des dîners de groupe.
Plus tard, il travaille comme employé de bureau pour l'État de Californie puis pour la Société « Aerojet-General Corporation », près de Sacramento, comme technicien.

### Carrière
Au début des années 1960, il commence une nouvelle carrière comme comédien de « one-man show » et se produit dans des boîtes de nuit locales et des bars. Il devient ainsi le premier Nippo-Américain vedette.
Dans les années 1960 et 1970, Morita interprète de nombreux petits rôles à la télévision, dans des séries telles que The Odd Couple, Les Arpents verts (Green Acres) et M*A*S*H, puis rejoint la troupe de Happy Days dans le rôle de Matsuo « Arnold » Takahashi.
Il apparaît par la suite dans plus de 100 films et émissions de télévision, et fournit la voix de l'empereur de Chine dans les films d'animation Mulan et Mulan 2.
En 1984, Morita interprète son rôle le plus célèbre, celui de Nariyoshi Miyagi dans le film Karaté Kid (The Karate Kid). Pour son travail dans le film original, Morita a été nommé à l’Oscar de la catégorie du meilleur second rôle. Il a ensuite joué ce rôle pour les 3 autres films de cette franchise, Karaté Kid : Le Moment de vérité 2 en 1986, Karaté Kid 3 en 1989 et finalement Miss Karaté Kid en 1994. 
Il a également reçu en 1985 une nomination aux Emmys pour le film télévisé Amos.
Il fait une apparition dans le clip Movies d'Alien Ant Farm.

### Hommages
Son étoile sur le Hollywood Walk of Fame est située au 6633 Hollywood Boulevard.
Un épisode de Bob l'éponge, L'Île karaté (saison 4 en onde le 12 mai 2006) auquel il faisait la voix de Udon, lui rend hommage.
La série télévisée Cobra Kai lui rend hommage dans différents épisodes (notamment dans la saison 6 ou la production à utilisé des images de synthèse ainsi que l'intelligence artificielle afin de recréer le personnage).

### Vie privée
Morita a été marié trois fois.
Son premier mariage date de la fin de l'école secondaire et dure près de 14 ans. De cette union naît une fille, Erin, en 1954. Sa décision de quitter son travail et devenir comédien semblent pour beaucoup dans la décision de séparation de sa première femme.
Morita épouse sa deuxième femme, Yuki, en 1970. Ils ont deux filles, Aly et Tia. Entre 1970 et 1982, date du divorce (le couple vivait séparé depuis deux ans), ils affrontent quelques problèmes. La maison de la famille est presque détruite par une coulée de boue. Les Morita s'en échappent de justesse avec juste les vêtements qu'ils portent. Tia, leur plus jeune fille est diagnostiquée avec une maladie des reins.
Morita rencontra l'actrice Evelyn Louise Guerrero (en), sa troisième et dernière femme pour la première fois alors qu'elle était âgée de 15 ans. Sally Marr, la mère d'Evelyn avait le même agent d'artistes que lui à cette époque. Morita et Evelyn se rencontrent de nouveau des années plus tard et se marient à Las Vegas en mars 1994. Ils n'ont pas eu d'enfants ensemble.
Pat Morita meurt le 24 novembre 2005, dans sa maison de Las Vegas, d'une insuffisance rénale à l'âge de 73 ans. Sa mère, Dorothy Sueko Saika (née en 1913), survit jusqu'en 2009.

## Filmographie

### comme acteur
- 1967 : Thoroughly Modern Millie de George Roy Hill : Oriental #2
- 1968 : The Shakiest Gun in the West d'Alan Rafkin : Wong
- 1969 : The Queen and I (série TV) : Barney Cook
- 1972 : Evil Roy Slade (TV) : Turhan
- 1972 : A Very Missing Person (TV) : Delmar Faulkenstein
- 1972 : Every Little Crook and Nanny de Cy Howard : Nonaka
- 1972 : La Clinique en folie (Where Does It Hurt?) de Rod Amateau : Nishimoto
- 1972 : Columbo : Symphonie en noir (Étude in black) (série TV) : The House Boy
- 1972 : Cancel My Reservation, de Paul Bogart : Yamamoto
- 1973 : La Dernière enquête (Brock's Last Case) (TV) : Sam Wong
- 1973 : The Barbara Eden Show (TV)
- 1973 : Cops (TV) : Captain Irving Ho
- 1974 : Punch and Jody (TV) : Takahasi
- 1975 : Happy Days (Happy Days) (série TV) : Arnold
- 1975 : I Wonder Who's Killing Her Now : Heshy Yamamoto
- 1976 : Farewell to Manzanar (TV) : Zenahiro
- 1976 : La Bataille de Midway (Midway) de Jack Smight : RAdm. Ryunosuke Kusaka
- 1976 : Mr. T and Tina (série TV) : Taro Takahashi (segment « Mr. T »)
- 1977 : Blansky's Beauties (en) (série TV) : Arnold (1977)
- 1978 : Human Feelings (TV) : Waiter
- 1978 : L'Homme de l'Atlantide (Man from Atlantis) (série TV) : Moby
- 1978 : Starsky & Hutch (série TV) : Employé de magasin de montre
- 1980 : Bizarre (série TV) : Various Characters
- 1980 : Le Jour de la fin du monde (When Time Ran Out…) de James Goldstone : Sam
- 1980 : For the Love of It (TV) : Ishihara
- 1981 : Full Moon High de Larry Cohen : Silversmith
- 1982 : Slapstick (Of Another Kind) de Steven Paul (en) : Ah Fong, the Chinese Ambassador
- 1982 : Savannah Smiles de Pierre De Moro : Father Ohara
- 1982 : Jimmy the Kid de Gary Nelson : Maurice
- 1984 : Karaté Kid (The Karate Kid) de John G. Avildsen : M. Nariyoshi Kesuke Miyagi
- 1984 : Patrouille de nuit de Jackie Kong : Rape Victim
- 1984 : The Vegas Strip War (TV) : Yip Tak
- 1985 : Blind Alleys (TV) : Kenji Sato
- 1985 : Meurtre au crépuscule (Amos) (TV) : Tommy Tanaka
- 1985 : Alice au pays des merveilles (Alice in Wonderland) (TV) : Le Cheval
- 1986 : What Has Four Wheels and Flies (TV)
- 1986 : Karaté Kid : Le Moment de vérité 2 (The Karate Kid, Part II) de John G. Avildsen : M. Nariyoshi Kesuke Miyagi
- 1986 : Babes in Toyland (TV) : The Toymaster
- 1987 : Prison de verre (Captive Hearts) de Paul Almond : Fukushima
- 1987 : Ohara (Ohara) (série TV) : Lt. Ohara (1987-1988)
- 1989 : Collision Course (en) de Lewis Teague : Investigator Fujitsuka Natsuo
- 1989 : Karaté Kid 3 (The Karate Kid, Part III) de John G. Avildsen : M. Nariyoshi Kesuke Miyagi
- 1990 : Hiroshima: Out of the Ashes (TV) : Yoodo Toda
- 1991 : Goodbye Paradise : Ben
- 1991 : Lena's Holiday de Michael Keusch : Fred
- 1991 : Big Bird in Japan (TV) : Narrator (Bamboo Princess story)
- 1991 : Do or Die de Andy Sidaris : Kane' Kaneshiro
- 1991 : Sutoroberi rodo : Old Man's brother
- 1992 : Sangokushi : Narrator (English Version) (voix)
- 1992 : Miracle Beach (en) de Skott Snider : Gus
- 1992 : Lune de miel à Las Vegas (Honeymoon in Vegas) de Andrew Bergman : Mahi Mahi
- 1992 : Mastergate (TV) : Kevin Naito
- 1992 : Choose Your Own Adventure: The Case of the Silk King (TV)
- 1993 : Auntie Lee's Meat Pies : Chief Koal
- 1993 : Extralarge: Ninja Shadow (TV)
- 1993 : Living and Working in Space: The Countdown Has Begun (vidéo) : Cap
- 1993 : American Ninja V : Master Tetsu
- 1993 : Even Cowgirls Get the Blues de Gus Van Sant : The Chink
- 1994 : Greyhounds (TV) : Akira Mochizuki
- 1994 : Miss Karaté Kid (The Next Karate Kid) de Christopher Cain : Sgt. Nariyoshi Kesuke Miyagi
- 1995 : The Misery Brothers : Judge
- 1995 : Captured Alive : Sam Kashawahara
- 1995 : Singapore Sling: Road to Mandalay (TV) : Y.C. Kung
- 1995 : Hart to Hart: Secrets of the Hart (TV) : Ling Goldberg
- 1995 : Timemaster : Isaiah
- 1995 : Lamb Chop's Special Chanukah (TV) : Pat
- 1996 : Arabesque : (saison 12, épisode 12)
- 1996 : Le Monde de minus (Earth Minus Zero) : Dr Mobius Jefferson
- 1996 : Bloodsport 2 : David Leung
- 1996 : Agent zéro zéro (Spy Hard) de Rick Friedberg : Brian, Waiter in Restaurant
- 1996 : Reggie's Prayer : Principal
- 1997 : Bloodsport III : Leung
- 1998 : Adventures with Kanga Roddy (série TV) : oncle Pat
- 1998 : Mulan : The Emperor of China (voix)
- 1998 : La Vie de famille (Family Matters) : Mr. Tanaka
- 1998 : Reflections on Ice: Michelle Kwan Skates to the Music of Disney's 'Mulan' (TV) : Emperor / Narrator
- 1999 : Los Gringos
- 1999 : Souvenirs d'avril (I'll Remember April) : Abe Tanaka
- 1999 : Gone to Maui (TV) : M Ono
- 1999 : King Cobra : Nick Hashimoto
- 1999 : Inferno de John G. Avildsen : Jubal Early
- 2000 :
  - Hammerlock
  - Aniki, mon frère (Brother) : Guy at the poker table
  - Talk to Taka : Taka
- 2001 :
  - House of Luk : Kwang Luk
  - The Boys of Sunset Ridge : Charlie Watanabe
  - Le Centre du Monde (The Center of the World) : Taxi Driver
  - Shadow Fury : Dr Oh
  - WaSanGo : (MTV English Dub)
- 2002 :
  - The Biggest Fan : Richard Limp
  - The Stoneman d'Ewing Miles Brown (en) : prof. Stevens
- 2003 :
  - Cats and Mice : Unagi
  - Jeu de maître (Stuey) : M. Leo
  - Rice Girl : Peter Ong
- 2004 :
  - Miss Cast Away : M. Yogi
  - The Karate Dog : Chin Li
  - Elvis Has Left the Building : Man in Turban
  - Mulan 2 : La mission de l'Empereur (vidéo) : The Emperor (voix)
- 2005 :
  - The Number One Girl (vidéo) : M. Sakata
  - Down and Derby : Ono Yakimoto
  - American Fusion : Lao Dong
  - L'Honneur des guerriers (Only the Brave) de Lane Nishikawa : Seigo Takata
- 2005 : Robot Chicken : lui-même
- 2006 : Spymate : Kiro
- 2006 : 18 Fingers of Death! (vidéo) : M. Lee
- 2006 : Bob l'éponge (épisode : l'île karaté) : Maitre Udon (voix)
- 2009 : Ninjas Creed : The Boss / The General
- 2018 : Cobra Kai (série télévisée) : M. Nariyoshi Kesuke Miyagi (caméo)

### comme scénariste
- 1987 : Prison de verre (Captive Hearts)